# Луј Брај
Луј Брај (фр. Louis Braille; Кувре, 4. јануар 1809 — Париз, 6. јануар 1852) је био француски учитељ који је 1829. изумео систем писма за слепе, Брајеву азбуку (Брајево писмо).
Писана слова Брајевог писма се састоје од једне до шест уздигнутих тачака која се ишчитавају додиром врховима прстију. Ово писмо је адаптирано тако да се њиме могу записивати скоро сви познати језици.

## Биографија
Са три године Луј је повредио око алатком из занатлијске радње свога оца. Од настале инфекције ослепео је и на друго око. Са десет година добио је стипендију помоћу које се школовао на Краљевском институту за слепе у Паризу. Ту су се деца учила како да додиром читају рељефна слова. Тада није постојао систем којим би ова деца могла писати. Са тринеаст година је измислио систем за писање заснован на рељефним тачкама. Инспирацију за њега је добио од официра Шарла Барбијеа, који је измислио сличан начин писања за војнике који би морали писати у мраку. Барбијеов систем је имао 12 тачака, а Брајев само 6. Уз то, Брајев систем је био једноставан и сличан стенографском начину писања. Брај га је развио тако да су се њиме могле записивати математичке формуле и музичке ноте. Касније је постао угледан професор на институту. Његов систем писања и читања није коришћен у школовању слепих за његовог живота.
Луј Брај је умро од туберкулозе. Сахрањен је у париском Пантеону.